# العلاج الوقائي بعد التعرض للفيروس
العلاج الوقائي بعد التعرض للفيروس يعرف أيضا بالوقاية بعد التعرض (بالإنجليزية: Post-exposure prophylaxis or post-exposure prevention)‏ وهو أي علاج طبي وقائي -قصير المدى- يبدأ بعد التعرض المحتمل لأي من العوامل الممرضة (مثل فيروس مسبب للمرض) وذلك من أجل منع حدوث العدوى.

## داء الكلب (Rabies)
يستخدم العلاج الوقائي بعد التعرض للفيروس (PEP) بشكل شائع وفعال جدًا لمنع تفشي داء الكلب، وذلك بعد التعرض للعض من قِبَل حيوان مصاب بالفيروس. ويتكون العلاج من سلسلة من حقن لقاح داء الكلب والأجسام المضادة (Immunoglobulin). ويتم إعطاء اللقاح لكل من البشر والحيوانات المُعَرَّضِين للإصابة بداء الكلب.

## الكزاز مرض تشنج العضلات والعنق (tetanus)
يمكن إعطاء لقاح الكزاز - أو ما يعرف أيضًا ب التوكسين (السم المضعف الكزازي -Tetanus toxoid)- في حالة الاشتباه بالتعرض للكزاز. في مثل هذه الحالات، ويُؤخذ اللقاح منفردًا أو مع الأجسام المضادة للكزاز (يُعرف أيضًا بالكزاز المناعي- tetanus immunoglobulin)، ويُؤخَذ عن طريق الحقن في الوريد أو عن طريق الحقن العضلي.
المبادئ التوجيهية  في الولايات المتحدة (للأشخاص غير الحوامل 11 سنة فما فوق) هي كما يلي:
| جميع الجروح الأخرى                                                                                       | في حالة الجروح الطفيفة والنظيفة                                                  | حالة تحصين المريض                                                                      |
| اللقاح الثلاثي (لقاح الخناق والسعال الديكي والكزاز) ويوصى بالمتابعة بعد التحصين، الأجسام المضادة للكزاز. | اللقاح الثلاثي (لقاح الخناق والسعال الديكي والكزاز) ويوصى بالمتابعة بعد التحصين. | غير معروفة أو أقل من 3 جرعات من لقاح الكزاز المحتوي على التوكسين.                      |
| لا يوجد إجراء                                                                                            | لا يوجد إجراء                                                                    | عند مرور أقل من خمس سنوات على أخذ 3 جرعات أو أكثر من لقاح الكزاز المحتوي على التوكسين. |
| يُفضل إعطاء اللقاح الثلاثي في حالة عدم أخذه.                                                              | لا يوجد إجراء                                                                    | عند مرور أقل من خمس سنوات على أخذ 3 جرعات أو أكثر من لقاح الكزاز المحتوي على التوكسين. |
| يُفضل إعطاء اللقاح الثلاثي في حالة عدم أخذه.                                                              | يُفضل إعطاء اللقاح الثلاثي في حالة عدم أخذه.                                      | عند مرور أقل من خمس سنوات على أخذ 3 جرعات أو أكثر من لقاح الكزاز المحتوي على التوكسين. |

## فيروس نقص المناعة البشرية (HIV)

### تاريخ
تمت الموافقة على استخدام أزيدوتيميدين (AZT) - دواء مضاد للفيروسات القهقرية -  كأول دواء لعلاج  للإيدز في عام 1987. وقد تم اقتراح إعطاء أزيدوتيميدين للعاملين  في مجال الرعاية الصحية كوقاية لمنع إصابتهم بالفيروس أثناء العمل، كما في حالات إصابات الوخز بالإبر؛ وأدًّى ذلك إلى حدوث انخفاض كبير في أعداد المصابين بالمرض من العاملين في مجال الرعاية الصحية وذلك تحت ظروف محددة.
لاحقًا بدأت الأسئلة تدور حول جدوى إعطاء علاج فيروس نقص المناعة البشرية بعد التعرض للمرض أو عند وجود مخاطر عالية للتعرض؛ وقد أثبتت الدراسات المبكرة - ما قبل السريرية - فاعلية أزيدوتيميدين (AZT)  في منع انتقال عدوى فيروس نقص المناعة البشرية. كما تم استخدام أزيدوتيميدين (AZT) في تجربة عشوائية محدودة للحد من انتقال الفيروس من الأمهات إالى الرُّضع (maternal-infant transmission)، مما أشار إلى إمكانية استخدام ال أزيدوتيميدين (AZT) كعلاج الوقائي بعد التعرض لفيروس نقص المناعة البشرية. وأظهرت البيانات اللاحقة أن الجمع بين العلاجات المضادة للفيروسات القهقرية يتفوق بشكل ملحوظ  في تقليل معدلات انتقال المرض في الفترة المحيطة بالولادة (perinatal transmission). ولكن لم يعد يُوصى باستخدام أزيدوتيميدين (AZT)  بسبب انخاض تحمل الدواء مما أدى إلى ارتفاع معدلات عدم امتثال المريض له.
ويمكن التعرض للإصابة بالفيروس بطرق متعددة غير الإصابات المهنية-كما في حالة العاملين بالقطاع الطبي- وذلك عن طريق الاتصال الجنسي المباشر غير المحمي – دون استخدام الواقي الذكري- مع شخص مصاب بالفيروس، وكذلك في حالة إعادة استخدام نفس الإبر-المستخدمة في حقن الدواء - لأكثر من شخص؛ وتشير الأدلة إلى أن العلاج الوقائي بعد التعرض للفيروس (PEP)  يقلل أيضا من خطر الإصابة بفيروس نقص المناعة البشرية في هذه الحالات.، وقد أصدرت وزارة الصحة الأمريكية عام 2005 التوصيات الأولى لاستخدام العلاج الوقائي للإيدزفي غير حالات الإصابات المهنية وذلك للحد من خطر الإصابة بفيروس نقص المناعة البشرية بعد التعرض، وتم تحديث التوصيات في عام 2016.
أما حالات الإصابات المهنية  فتشمل إصابات العاملين بالقطاع الطبي كما في حالات إصابات الوخز بالإبر وغيرها، وقد أصدرت وزارة الصحة الأميركية  - في عام 2012- المبادئ التوجيهية بشأن استخدام العلاج الوقائي بعد التعرض للفيروس (PEP) لحالات التعرض لفيروس نقص المناعة البشرية التي تحدث في أماكن الرعاية الصحية.
وقد أثبتت الأدوية المهاجمة لفيروس نقص المناعة البشرية فاعليتها في الحد من خطر الإصابة بالفيروس عند أخذها بعد وقت قصير من التعرض للفيروس، مما أدى إلى البحث عن إمكانية استخدام علاجات وقائية ما قبل التعرض للمرض pre-exposure prophylaxis  عن طريق تناول الدواء قبل التعرض المحتمل لفيروس نقص المناعة البشرية.
وكشف تقرير صدر في أوائل عام 2013 عن حالة طفلة ولدت مصابة بفيروس نقص المناعة البشرية ولم تظهر عليها أي علامات على الفيروس لمدة عامين وذلك بعد إعطائها جرعات عالية من ثلاثة أدوية من مضادات للفيروسات خلال 30 ساعة من ولادتها. تم عرض نتائج هذه الحالة في مؤتمر 2013 حول (الفيروسات القهقرية والعدوى الانتهازية) - في اتلانتا، الولايات المتحدة-  وقد عُرِفت الطفلة باسم «طفلة المسيسبي-»Mississippi baby- وتعتبر أول حالة «شُفِيت وظيفيًا» من فيروس نقص المناعة البشرية. وذلك بالرغم من ظهور فيروس نقص المناعة البشرية مرة أخرى في الطفلة في يوليو 2014.

### تقييم المخاطر
ويعتمد الشروع في العلاج الوقائي بعد التعرض للمرض باستخدام العقاقير المضادة للفيروسات القهقريًّة على عدد من عوامل الخطورة، على الرغم من أن العلاج يبدأ عادة بعد وقوع حدث شديد الخطورة.
ويتم تحديد ما إذا كان العلاج الوقائي بعد التعرض للمرض مطلوبًا عن طريق زيارة تقييمية للنظر في عوامل الخطر المرتبطة بتطور فيروس نقص المناعة البشرية. وتشمل التقييمات في هذه الزيارة ما إذا كان الشخص المُعَرَّض للخطر أو الشخص المحتمل الإٌصابة مصابًا بفيروس نقص المناعة البشرية بالفعل أم لا، وكذلك تفاصيل حول احتمال التعرض لفيروس العوز المناعي البشري بما في ذلك التوقيت والظروف، وما إذا كانت هناك أحداث أخرى عالية الخطورة قد حدثت في الماضي، والأمراض المنقولة جنسيًا، واختبارات التهاب الكبد B وC، واختبارات الحمل للنساء القادرات على الإنجاب.
وتشمل عوامل الخطر المتعلقة بتطور فيروس نقص المناعة البشرية تعَرُّض الأغشية المخاطية (المهبل والمستقيم والعين والفم والجروح الظاهرة أو تحت الجلد) لشخص غير مصاب بالفيروس (HIV-negative person) إلى سوائل جسدية (الدم والمني والإفرازات من المستقيم والإفرازات المهبلية وحليب الثدي) من شخص معروف بأنه مصاب بفيروس نقص المناعة البشرية. على سبيل المثال، يعتبر ممارسة الجنس غير المحمي مع شريك مصاب بفيروس العوز المناعي البشري (HIV positive) محفوفًا بالمخاطر، ولكن تشارك الألعاب الجنسية والبصق والعض لا يستدعي بدء العلاج الوقائي بعد التعرض.
أعلى خطر غير جنسي هو نقل الدم،  وأعلى طرق الإتصال الجنسي خطرًا هو الجماع الشرجي.
وبالرغم من أن توقيت التعرض لا يؤثر في خطر الإصابة بفيروس نقص المناعة البشرية، ولكنه يؤثر في التوصية باستخدام العلاج الوقائي ما بعد التعرض من عدمها؛ حيث يوصَى باستخدام العلاج الوقائي بعد التعرض (PEP) خلال 72 ساعة أو أقل من التعرض، أما إذا وقع التعرض قبل أكثر من 73 ساعة من بدء العلاج لا يتم استخدام العلاج الوقائي بعد التعرض.

### الفحوصات

#### الفحص الأوَّلِي لفيروس نقص المناعة البشرية
بعد التعرض المحتمل لفيروس نقص المناعة البشرية  وقبل بدأ العلاج الوقائي بعد التعرض يجب إجراء اختبارات للمستضدات والأجسام المضادة ل HIV1 و HIV2 في الدم باستخدام اختبار تشخيصي سريع. ويبدأ استخدام العلاج الوقائي ما بعد التعرض للفيروس فقط إذا كشف التشخيص السريع عن عدم وجود عدوى فيروس نقص المناعة البشرية حالية أو إذا كانت نتائج الاختبارات غير متوفرة، أما إذا كانت العدوى بفيروس نقص المناعة البشرية موجودة بالفعل فلا ينبغي البدأ في العلاج الوقائي لما بعد التعرض. وينبغي تكرار اختبارات فيروس نقص المناعة البشرية بعد 4-6 أسابيع و 3 أشهر بعد التعرض للمتابعة.
قد يعاني الناس من علامات وأعراض عدوى فيروس نقص المناعة البشرية الحادة، بما في ذلك الحمى والتعب وألم عضلي والطفح الجلدي أثناء أخذ العلاج الوقائي لما بعد التعرض؛ ويوصِي (مركز السيطرة على الأمراض- CDC) باللُجوء للتقييم الطبي إذا ظهرت هذه العلامات والأعراض خلال أو بعد شهر العلاج الوقائي بعد التعرض، وإذا كشفت اختبارات المتابعة - اختبارات الأجسام المضادة - عن وجود عدوى فيروس نقص المناعة البشرية  ينبغي توجيه الحالة إلى أخصائي علاج فيروس نقص المناعة البشرية، كما ينبغي عدم التوقف عن العلاج الوقائي لما بعد التعرض حتى يتم تقييم الشخص ووضع خطة العلاج.

#### اختبارات فيروس التهاب الكبد (HBV) والأمراض المنقولة جنسيًا (STI)
يُعتبرالأشخاص المعرضون للإصابة بفيروس نقص المناعة البشرية معرَّضِين أيضًا لخطر الإصابة بالعدوى المنقولة بالاتصال الجنسي وبالالتهاب الكبدي الوبائي ب؛ لذا تُوصِي مراكز السيطرة على الأمراض والوقاية منها (CDC) بإجراء (اختبار تضخيم الحمض النووي- ((STI-specific nucleic acid amplification testing (NAAT)  للسيلان والكلاميديا واختبارات الدم لمرض الزهري.
والعلاج الوقائي بعد التعرض  نشط  ضد الالتهابات الكبدية الوبائية HBV أيضًا؛ لذلك يمكن أن يتسبب وقف الدواء في إعادة تنشيط الالتهابات الكبدية الوبائية HBV  في حالات نادرة، لذا يجب على مُقَدِّمِي الرعاية الصحية مراقبة حالة التهاب الكبد الوبائي عن كثب.

#### الاختبارات التابعة
ينبغي قياس نسب (الكرياتينين في الدم -  Serum creatinine) و (تنقية الدم من الكرياتنين- creatinine clearance) لتحديد أنسب نظام علاج وقائي بعد التعرض. وخلال فترة تطبيق العلاج يجب متابعة  وظائف الكبد، ووظيفة الكلى، والمؤشرات الدموية.

### العلاج
في حالة التعرض لفيروس نقص المناعة البشرية فإن العلاج الوقائي بعد التعرض يكون عبارة عن  مجموعة جرعات من المضادة للفيروسات القهقرية التي تقلل من خطر الإصابة بعد الأحداث التي تنطوي على مخاطر عالية من التعرض لفيروس نقص المناعة البشرية (على سبيل المثال، الجنس الشرجي أو المهبلي غير المحمي، والإصابات بلإبر، أو تكرار استخدام الإبر)،  ويوصي مركز السيطرة على الأمراض (CDC) باستخدام العلاج الوقائي بعد التعرض لأي شخص تعرض مؤخرًا لفيروس نقص المناعة البشرية بأي طريقة من الطرق.
ولكي يكون العلاج أكثر فعالية يجب أن يبدأ العلاج في غضون ساعة من التعرض.
بعد 72 ساعة من التعرض يكون العلاج الوقائي أقل فعالية بكثير، وربما لا تكون له فاعلية على الإطلاق. ويستمر العلاج الوقائي لفيروس نقص المناعة البشرية عادة أربعة أسابيع.
وبالرغم من فاعلية العلاج الوقائي بعد التعرض لفيروس نقص المناعة البشرية، كانت هناك حالات فشل فيها العلاج الوقائي، وغالبًا ما يُعزَى الفشل إلى التأخير في تلقي العلاج (أكثر من 72 ساعة بعد التعرض)، كما يعتمد على مُستوَى التعرض، و / أو مدة العلاج (عدم الالتزام بنظام 28 يوما). ونظرًا لأن وقت ومستوى التعرضات في الإصابات غير المهنية يتم الإبلاغ عنها ذاتيًا؛ فلا توجد بيانات مطلقة عن الإطار الزمني الذي يكون فيه استخدام العلاج الوقائي فعالًا.
يُنصَح الناس الذين تلقوا العلاج الوقائي بعد التعرض عادًة بالقيام باختبار الأجسام المضادة بعد 6 أشهر من التعرض وكذلك اختبار 3 أشهر القياسية.
النظام المضاد للفيروسات القهقرية المستخدم في العلاج الوقائي بعد التعرض هو نفس النظام النشط للغاية المستخدم لعلاج الإيدز، الناس الذين يبدؤون العلاج الوقائي عادًة مايتبعون نظام  مجموعة بداية 28 يومًا-day starter pack -28-، بدلا من 3-7 أيام، لتسهيل الالتزام بالدواء. وينبغي أيضا تنبيههم  بشأن الآثار الجانبية غير السارة بما في ذلك الشعور بالضيق والتعب والإسهال والصداع والغثيان والقيء.
يجب أن يحصل الأشخاص المعرضين لمخاطر عالية لإعادة التعرض بسبب الإتصال الجنسي غير المحمي أو العوامل السلوكية الأخرى على علاج وقائي لما قبل التعرض للفيروس PrEP, ويجب  أن يبدأ مباشرًة بعد الانتهاء من دورة العلاج الوقائي لما قبل التعرض.
في حالة تعرض الشخص الذي يتلقى (علاجًا وقائيًا لما قبل التعرض- PrEP) للفيروس  فلا توجد حاجة للعلاج الوقائي ما بعد التعرض PEP .

## التهاب الكبد الوبائي أ (A)
عند التعرض لالتهاب الكبد أ، تتم المعالجة بالجلوبيولين المناعي عن طريق استخدام الأجسام المضادة البشرية العادية (HNIG) و / أو لقاح التهاب الكبد A كعلاج وقائي بعد التعرض تبعًا للحالة السريرية.

## التهاب الكبد الوبائي ب (B)
إذا كان اختبار المستضد السطحي لالتهاب الكبد ب لدى الشخص المُعَرَّض للفيروس إيجابي (HBsAg positive) يجب إعطائه جرعة معززة. إذا كان الشخص في طور التطعيم فيجب إعطائه  جلوبيولين مناعي (B (HBIG واللقاح، كما ينبغي أن يحصل على جرعات معجلة من لقاح التهاب الكبد ب. بالنسبة للمرضى غير المستجيبين فيتم إعطائهم  جلوبيولين مناعي (B (HBIG واللقاح.

## التهاب الكبد الوبائي ج (C)
الأشخاص الذين يتعرضون لالتهاب الكبد C -ج- يجب أن يقوموا بإجراء اختبار تفاعل البوليميراز المتسلسل -PCR- شهريًا، وإذا حدثت الإصابة يتم إعطاء (ريبافيرين – Ribavirin) دواء مضاد لفيروس الكبد الوبائي ج.